# 泉崎村

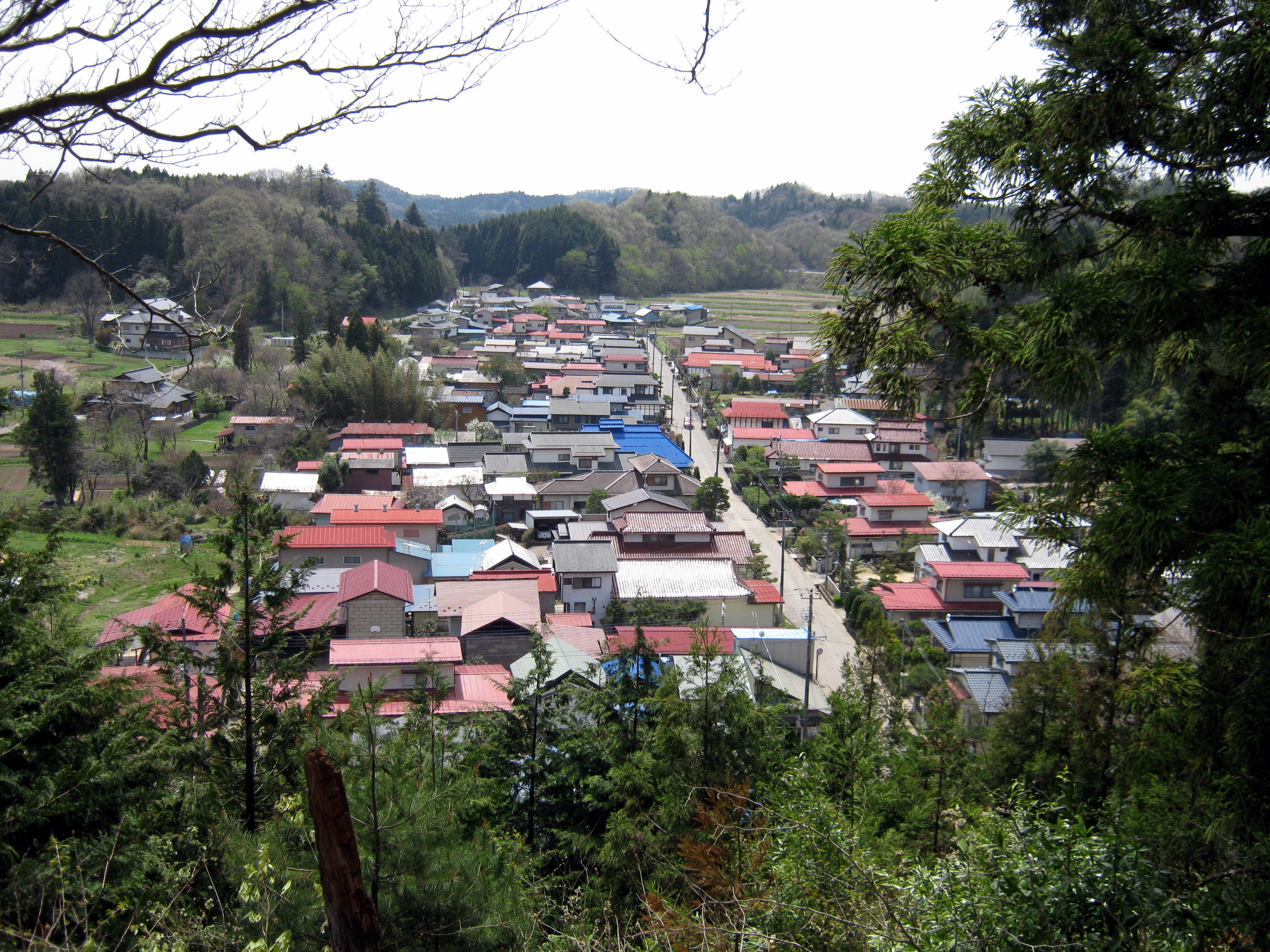
旧奥州街道 太田川宿

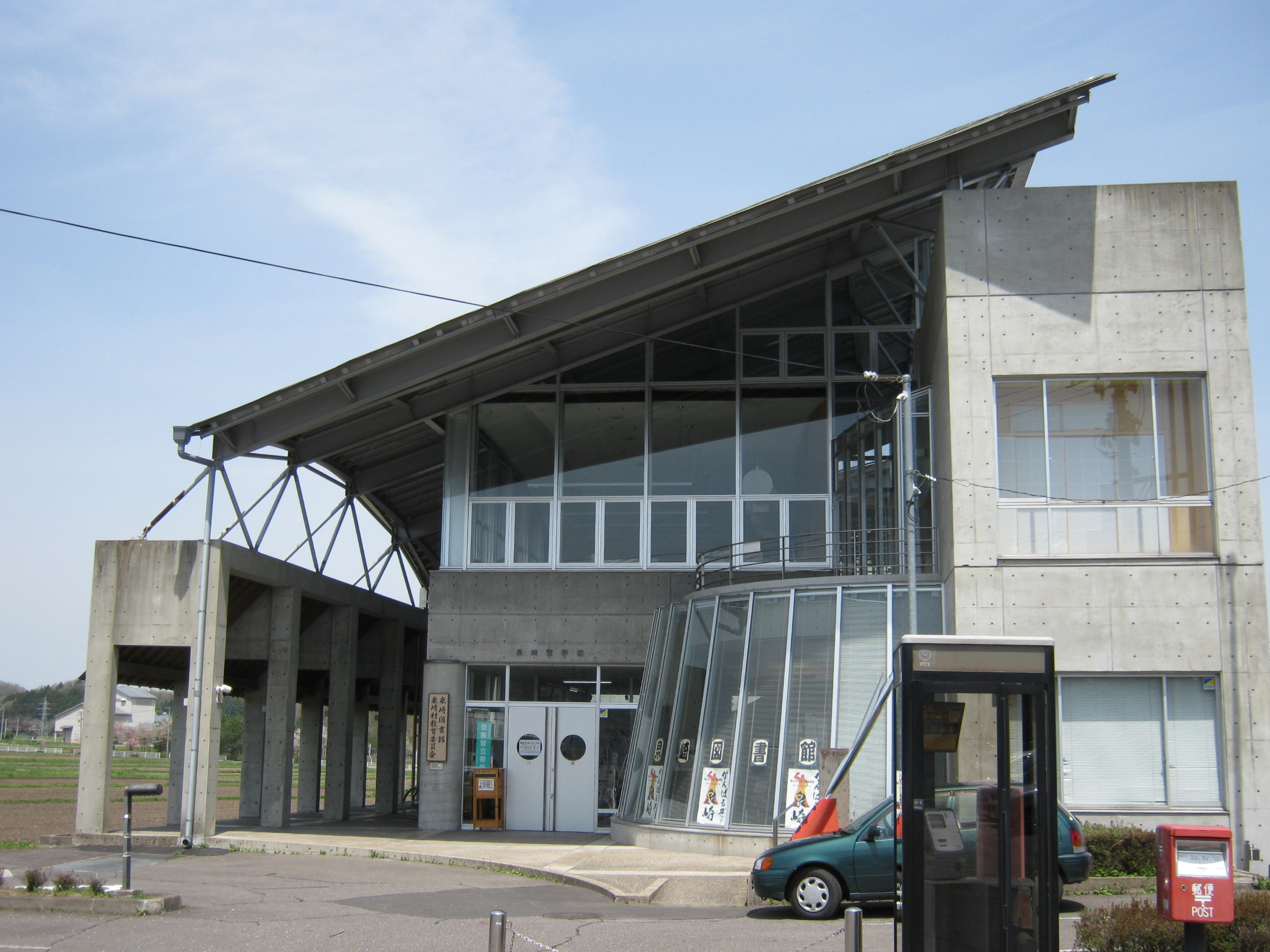
泉崎資料館

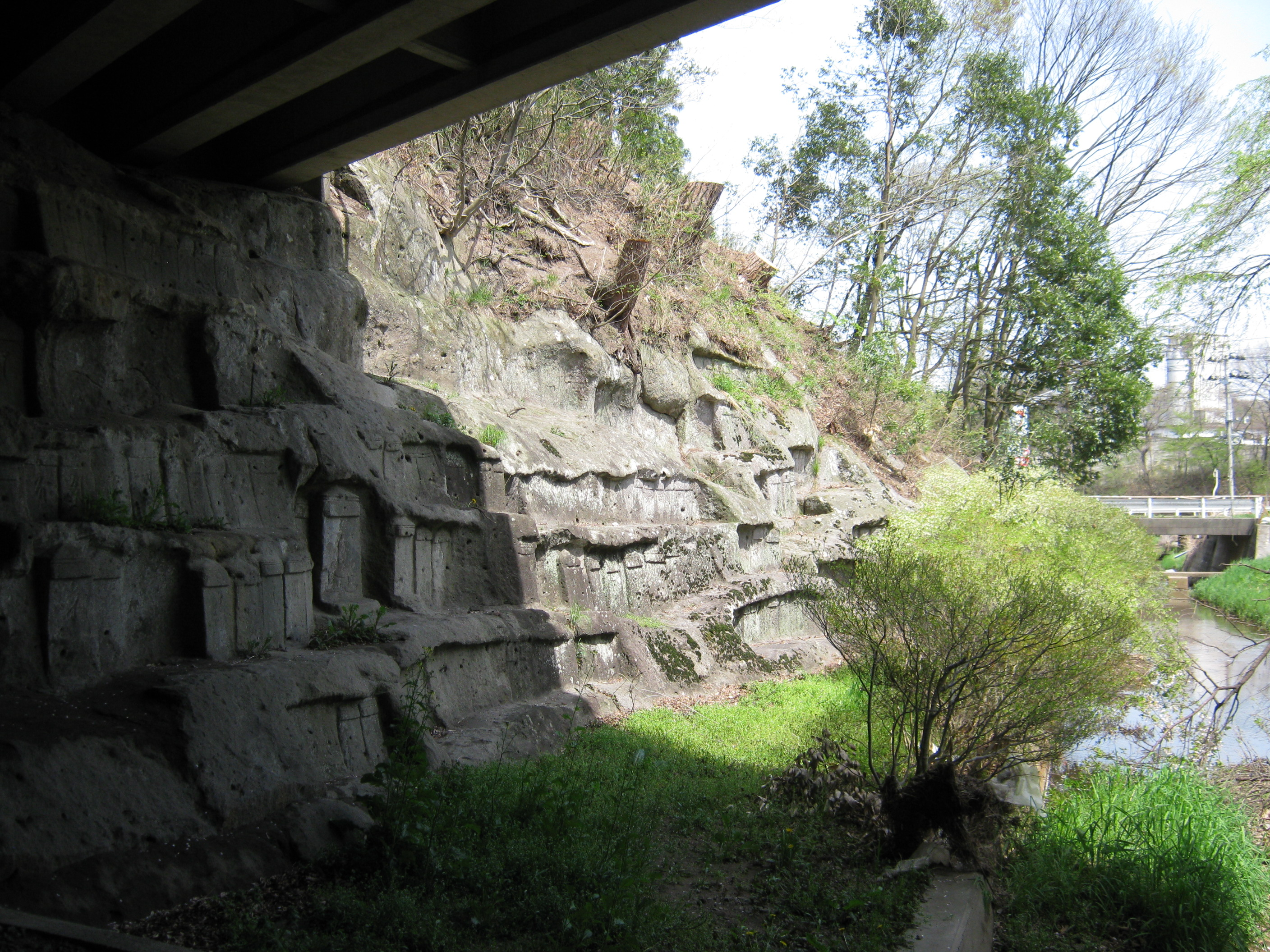
観音山磨崖供養塔婆群

泉崎村（いずみざきむら）は、福島県中通りに位置し、西白河郡に属する村。
天王台ニュータウン、さつき温泉、貯筋会で知られる。

## 地理
- 河川：阿武隈川、泉川
- 気候は太平洋側の影響により夏はとても暑い。

### 隣接している自治体
- 白河市
- 西白河郡中島村
- 西白河郡矢吹町

## 歴史

### 年表
- 大化改新以前は、白河国造の支配圏。
- 646年（大化2年） - 大化改新、このころ陸奥国成立。白河郡の行政区画内。
- 792年（延暦11年） - 陸奥国白河軍団廃止。このころ関和久遺跡に官衙があったとされる。
- 1876年（明治9年） - 踏瀬村、踏瀬新田村、十軒新田村が合併し踏瀬村となる。北平山村、北平山新田村が合併し北平山村となる。
- 1889年（明治22年） - 踏瀬村、太田川村、泉崎村が合併し川崎村となる。関和久村、北平山村が合併し関平村となる。
- 1896年（明治29年）2月25日 - 泉崎駅が開業。
- 1954年（昭和29年） - 川崎村と関平村が合併し泉崎村となる。
- 2009年（平成21年） - 村長の小林日出夫が自宅で死亡しているのが発見される。

### 行政区域変遷
- 変遷の年表

| 泉崎村村域の変遷（年表） | 泉崎村村域の変遷（年表） | 泉崎村村域の変遷（年表）                                                                                     |
| 年                       | 月日                     | 現泉崎村村域に関連する行政区域変遷                                                                           |
| ------------------------ | ------------------------ | --- |
| 1889年（明治22年）       | 4月1日                   | 町村制施行に伴い、以下の村がそれぞれ発足。 - 川崎村 ← 太田川村・泉崎村・踏瀬村 - 関平村 ← 関和久村・北平山村 |
| 1954年（昭和29年）       | 10月1日                  | 川崎村・関平村が合併し泉崎村が発足。                                                                         |

- 変遷表

| 泉崎村村域の変遷表 | 泉崎村村域の変遷表 | 泉崎村村域の変遷表  | 泉崎村村域の変遷表 | 泉崎村村域の変遷表     | 泉崎村村域の変遷表 | 泉崎村村域の変遷表 |
| 1868年 以前        | 1868年 以前        | 明治元年 - 明治22年 | 明治22年 4月1日    | 明治22年 - 昭和64年    | 平成元年 - 現在    | 現在               |
| ------------------ | ------------------ | ------------------- | ------------------ | ---------------------- | ------------------ | ------------------ |
|                    | 太田川村           | 太田川村            | 川崎村             | 昭和29年10月1日 泉崎村 | 泉崎村             | 泉崎村             |
|                    | 泉崎村             |                     | 川崎村             | 昭和29年10月1日 泉崎村 | 泉崎村             | 泉崎村             |
|                    | 踏瀬村             | 明治9年 踏瀬村      | 川崎村             | 昭和29年10月1日 泉崎村 | 泉崎村             | 泉崎村             |
|                    | 十軒新田村         | 明治9年 踏瀬村      | 川崎村             | 昭和29年10月1日 泉崎村 | 泉崎村             | 泉崎村             |
|                    | 踏瀬新田村         | 明治9年 踏瀬村      | 川崎村             | 昭和29年10月1日 泉崎村 | 泉崎村             | 泉崎村             |
|                    | 関和久村           | 関和久村            | 関平村             | 昭和29年10月1日 泉崎村 | 泉崎村             | 泉崎村             |
|                    | 北平山村           | 明治9年 北平山村    | 関平村             | 昭和29年10月1日 泉崎村 | 泉崎村             | 泉崎村             |
|                    | 北平山新田村       | 明治9年 北平山村    | 関平村             | 昭和29年10月1日 泉崎村 | 泉崎村             | 泉崎村             |

## 行政
- 村長：箭内憲勝（2021年（令和3年）11月1日 - ）

## 財政
財政の悪化により、2000年（平成12年）泉崎村議会で可決された「泉崎村自主的財政再建計画」に基づき平成12年度から平成16年度まで財政再建を行ったが、
2006年（平成18年）4月に地方債制度が「許可制度」から「協議制度」に移行したことに伴い導入された財政指標の実質公債費比率が30.1パーセントと一般事業等の起債が制限される水準のままと財政状況が改善しないため、
再び「自主的財政再建計画（第2期）」に基づいた財政再建を平成17年度から平成21年度まで行なった。
それらの結果、2010年（平成22年）の実質公債費比率は16.7パーセントにまで回復している。

## 統計データ

### 現在の村勢
- 総人口 - 6,761人（2005年（平成17年））
- 世帯数 - 1,888世帯（2005年（平成17年））
- 年少（15歳未満）人口率 - 15.4％（2005年（平成17年））
- 高齢（65歳以上）人口率 - 21.7％（2005年（平成17年））
- 昼間人口 - 7,302人（2000年（平成12年））
- 労働力人口 - 3,570人（2000年（平成12年））
- 第一次産業就業者数 - 579人（2000年（平成12年））
- 第二次産業就業者数 - 1,487人（2000年（平成12年））
- 第三次産業就業者数 - 1,353人（2000年（平成12年））
- 農業産出額 - 2,540百万円（2004年（平成16年））
- 製造品出荷額等 - 58,504百万円（2004年（平成16年））
- 商業年間商品販売額 - 11,615百万円（2003年（平成15年））

出典
1. 総務省統計局『統計で見る市区町村のすがた2007』（2007年（平成19年））

### 人口
| 泉崎村（に相当する地域）の人口の推移 \| 1970年（昭和45年） \| 5,490人 \| \| \| 1975年（昭和50年） \| 5,358人 \| \| \| 1980年（昭和55年） \| 5,577人 \| \| \| 1985年（昭和60年） \| 5,834人 \| \| \| 1990年（平成2年） \| 6,656人 \| \| \| 1995年（平成7年） \| 6,924人 \| \| \| 2000年（平成12年） \| 6,823人 \| \| \| 2005年（平成17年） \| 6,761人 \| \| \| 2010年（平成22年） \| 6,802人 \| \| \| 2015年（平成27年） \| 6,495人 \| \| \| 2020年（令和2年） \| 6,213人 \| \| |         |  |
| 総務省統計局 国勢調査より |         |  |
| 1970年（昭和45年） | 5,490人 |  |
| 1975年（昭和50年） | 5,358人 |  |
| 1980年（昭和55年） | 5,577人 |  |
| 1985年（昭和60年） | 5,834人 |  |
| 1990年（平成2年） | 6,656人 |  |
| 1995年（平成7年） | 6,924人 |  |
| 2000年（平成12年） | 6,823人 |  |
| 2005年（平成17年） | 6,761人 |  |
| 2010年（平成22年） | 6,802人 |  |
| 2015年（平成27年） | 6,495人 |  |
| 2020年（令和2年） | 6,213人 |  |

## 主たる製造工場
- 日精福島工場
- 朝日ラバー福島第一第二工場

## 教育

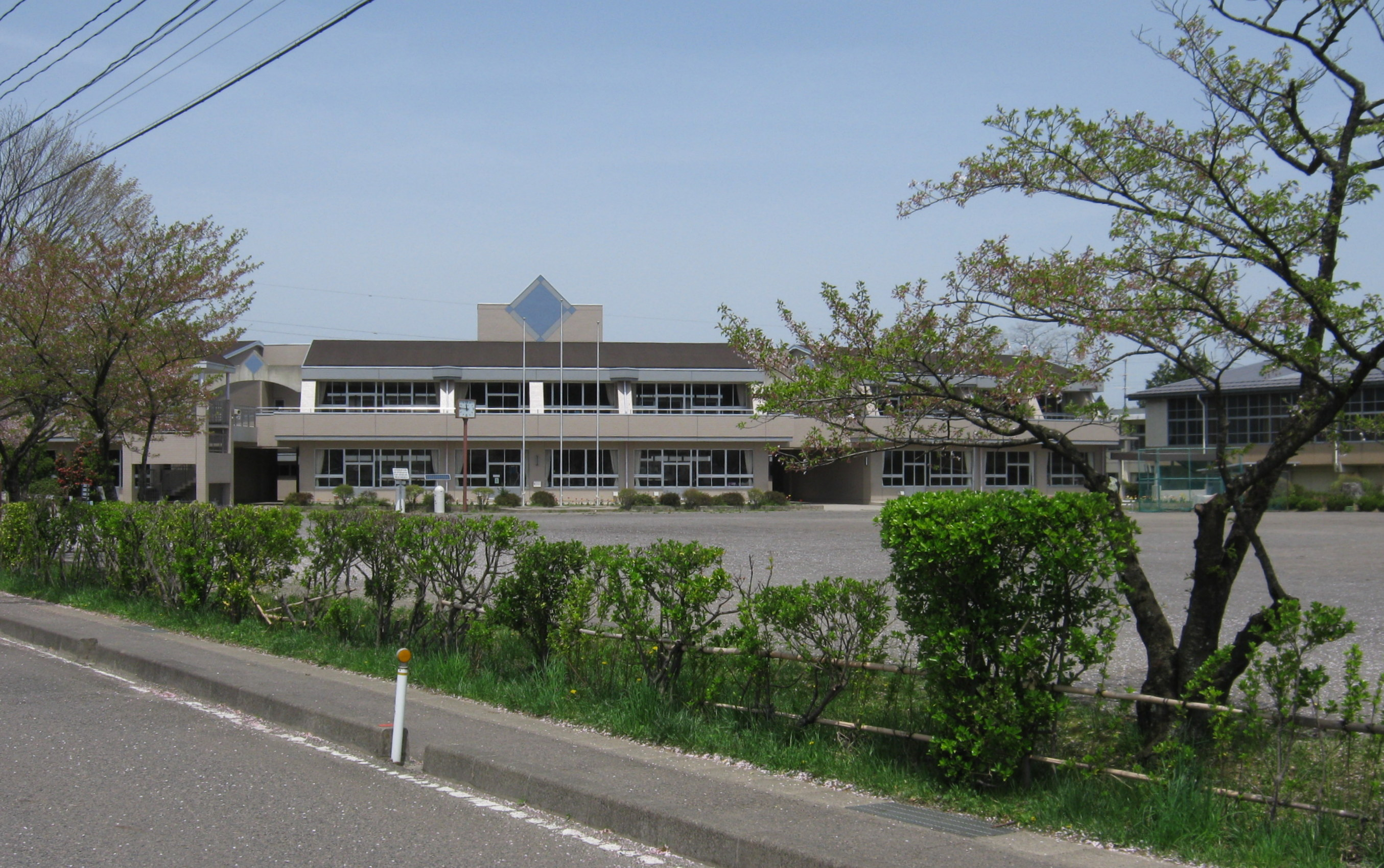
泉崎村立第一小学校

### 中学校
- 泉崎村立泉崎中学校

### 小学校
- 泉崎村立泉崎第一小学校
- 泉崎村立泉崎第二小学校

## 交通

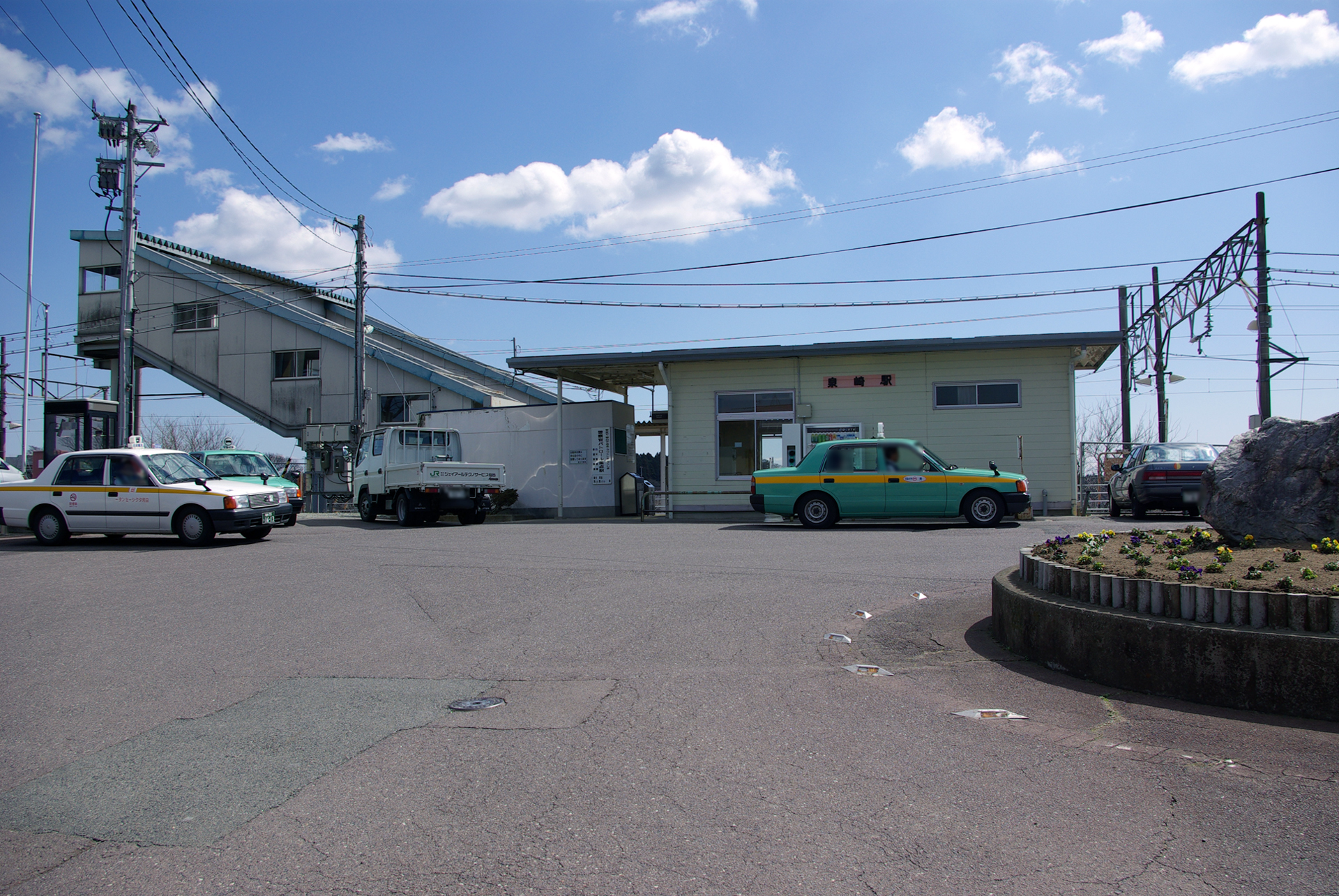
泉崎駅

### 鉄道
- 東日本旅客鉄道（JR東日本）
  - ■東北本線
    - 泉崎駅

### バス
- 泉崎村ふれあい号 - 福島交通バス廃止代替輸送
- 矢吹泉崎バスストップ - 東北自動車道上にある。高速バスあぶくま号・あだたら号・ギャラクシー号が利用できる

### 道路
- 一般国道
  - 国道4号
- 主要地方道
  - 福島県道75号塙泉崎線
- 一般県道
  - 福島県道137号泉崎石川線
  - 福島県道139号母畑白河線

## 史跡・名勝・観光
- 泉崎横穴（国の史跡）
- 関和久官衙遺跡（国の史跡）
- 原山古墳
- 大網本廟跡（如信上人が建立した大網寺跡）
- 烏峠

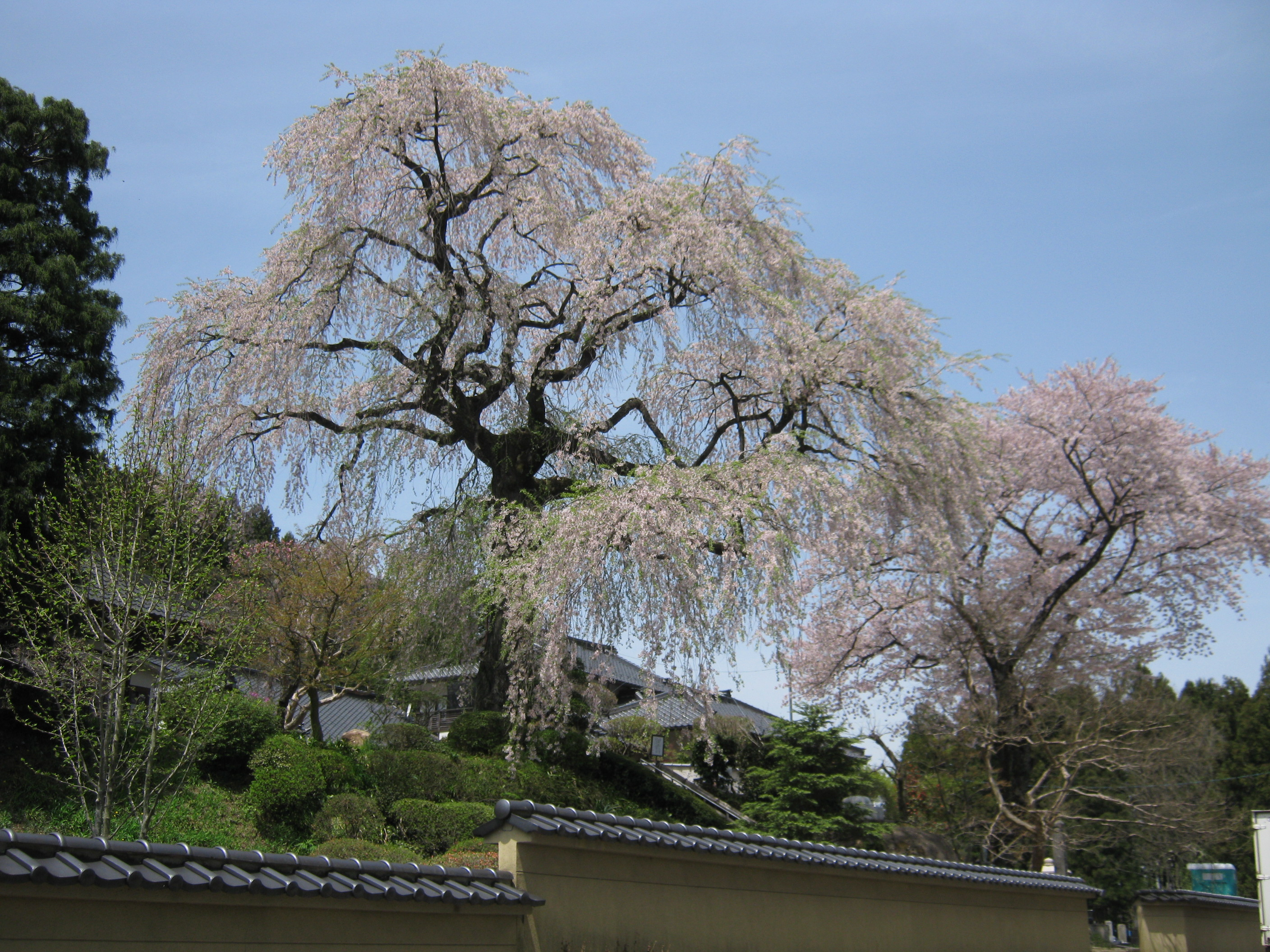
大泉山昌建寺のしだれ桜

- 泉崎国際サイクルスタジアム（日本で只一つのUCI規定自転車競技場）
- マンスフィールド記念館（ニュージーランド生まれの女流作家キャサリン・マンスフィールドの記念館。土日開館。有料）
- 秋には同村の烏峠でオータムフェスティバルがあり、県外から来訪者も訪れ、ウォーキング等の行事が行われる。

## 当村出身の有名人
- 石射文五郎（実業家。衆議院議員）
- 石射猪太郎（外交官）
- 岡部新（大相撲　元関脇玉乃島、現放駒親方。片男波部屋所属）
- パロ穂積（アニメーター）

## テレビ番組
- 日経スペシャル ガイアの夜明け 「団塊さん　いらっしゃい」 ～大定年時代の人口争奪戦～（2006年1月31日、テレビ東京）[5]。- 村の挑戦を取材。